# Avi Belleli
Avi Belleli (hebräisch אבי בללי; * 27. Oktober 1963 in Givʿatajim, Israel) ist ein israelischer Sänger, Bassist und Filmkomponist.

## Leben

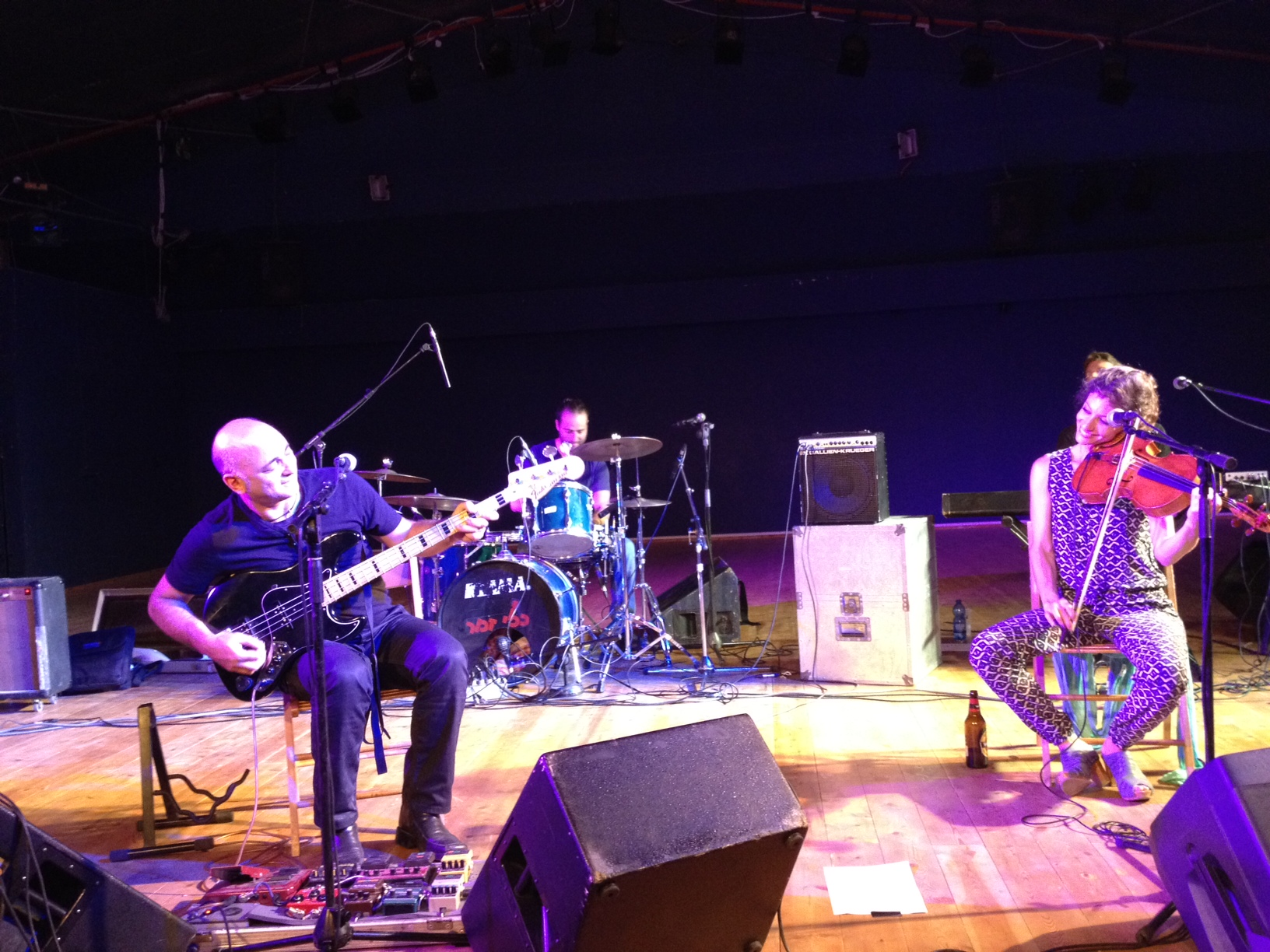
Nikmat Hatraktor mit Avi Belleli am Bass

Avi Belleli lernte autodidaktisch Gitarre- und E-Bass-Spielen. Seit ihrer Gründung 1988 war er Lead-Sänger und Bassist der Tel-Aviver Rockband Nikmat HaTraktor (Tractor’s Revenge). Die Band war in Israel in unterschiedlichen kulturellen Projekten im Theater, Tanz oder Film aktiv. Unter anderem arbeitete sie mit Ohad Naharin und der Batsheva Dance Company zusammen. Nikmat HaTraktor produzierte in Israel sieben Musikalben.
Seine erste Filmmusik komponierte Avi Belleli 1998 für die israelische Fernsehserie Florentine. Inzwischen war er bei über 60, meistens in Israel produzierten Filmen und Fernsehserien als Filmkomponist beteiligt.

## Filmmusik (Auswahl)
- 2003: Broken Wings (Knafayim Shvurot); Regie: Nir Bergman
- 2008: In Treatment – Der Therapeut, Fernsehserie
- 2008: Lady Kul El Arab, Dokumentarfilm; Regie: Ibtisam Mara’ana
- 2012: Cinema Jenin – Die Geschichte eines Traums, Dokumentarfilm; Regie: Marcus Vetter
- 2013: La Dune, Regie: Yossi Aviram
- 2014: Yona, Regie: Nir Bergman
- 2015: Am Ende ein Fest, Regie: Tal Granit
- 2016: Mr. Gaga, Dokumentarfilm; Regie: Tomer Heymann
- 2016: Mussa, Dokumentarfilm; Regie: Anat Goren
- 2020: Marry Me However, Regie: Mordechai Vardi
- 2022: Fantastic Here, Dokumentarfilm
- 2022: Barre, Regie: Mordechai Vardi

## Preise und Nominierungen (Auswahl)
- 2005: Academy of Cinema and Television, Award for the score of Joy
- 2008: Documentary Cinema, Award for the score of Children of the Sun
- 2010: Academy of Cinema and Television, Award for the score of The Guide to Revolution
- 2011: Jerusalem Film Festival,  Award for composer of the year for the score of the film Restoractor
- 2011: Academy of Cinema and Television, Award for the score of the film Good Restoractor[3]